# Knödlovo število
Knödlovo število je v teoriji števil za dano naravno število n sestavljeno število m z lastnostjo, da za vsak i < m, ki je m tuj, velja:
{\displaystyle i^{m-n}\equiv 1\mod m\;.}
Množica takšnih celih števil za n se potem imenuje množica Knödlovih števil Kn. Števila se imenujejo po avstrijskem matematiku in računalnikarju Walterju Knödlu.
K1 so Carmichaelova števila.
Razpredelnica podaja prve elemente množic Kn za 0 < n < 26.
| n  | Kn | OEIS    |
| -- | --- | ------- |
| 1  | 561, 1105, 1729, 2465, 2821, 6601, 8911 | A002997 |
| 2  | 4, 6, 8, 10, 12, 14, 22, 24, 26, 30, 34, 38, 46, 56, 58, 62, 74, 82, 86, 94                                                                                                   | A050990 |
| 3  | 9, 15, 21, 33, 39, 51, 57, 63, 69, 87, 93 | A033553 |
| 4  | 6, 8, 12, 16, 20, 24, 28, 40, 44, 48, 52, 60, 68, 76, 80, 92 | A050992 |
| 5  | 25, 65, 85, 145, 165, 185, 205, 265, 305, 365, 445, 485, 505, 545, 565, 685, 745, 785, 825, 865, 905, 965, 985                                                                | A050993 |
| 6  | 8, 10, 12, 18, 24, 30, 36, 42, 66, 72, 78, 84, 90 |         |
| 7  | 9, 15, 49, 91, 133, 217, 259, 301, 427, 469, 511, 553, 679, 721, 763, 889, 973                                                                                                |         |
| 8  | 10, 12, 14, 16, 20, 24, 32, 40, 48, 56, 60, 80, 88, 96 |         |
| 9  | 21, 27, 45, 63, 99, 105, 117, 153, 171, 189, 207, 261, 273, 279, 333, 369, 387, 423, 429, 477, 513, 531, 549, 585, 603, 639, 657, 711, 747, 801, 873, 909, 927, 945, 963, 981 |         |
| 10 | 12, 24, 28, 30, 50, 70, 110, 130, 150, 170, 190, 230, 290, 310, 330, 370, 410, 430, 442, 470, 530, 532, 550, 590, 610, 670, 710, 730, 790, 830, 890, 910, 970                 |         |
| 11 | 15, 35, 121, 341, 451, 455, 671, 781 |         |
| 12 | 14, 16, 18, 20, 22, 24, 36, 40, 42, 48, 60, 72, 80, 84 |         |
| 13 | 14, 15, 33, 169, 481, 793, 805, 949 |         |
| 14 | 15, 16, 18, 24, 26, 30, 44, 56, 98, 182, 264, 266, 392, 434, 510, 518, 602, 854, 938                                                                                          |         |
| 15 | 16, 21, 39, 55, 63, 75, 195, 255, 275, 315, 435, 495, 555, 615, 795, 819, 915, 975                                                                                            |         |
| 16 | 18, 20, 24, 28, 32, 40, 48, 52, 60, 64, 66, 80, 96 |         |
| 17 | 65, 77, 289, 665, 1649, 1921 |         |
| 18 | 20, 24, 30, 34, 36, 42, 54, 72, 78, 84, 88, 90 |         |
| 19 | 21, 51, 91, 361, 595, 703, 1387, 1955 |         |
| 20 | 22, 24, 38, 40, 48, 56, 60, 68, 80, 100 |         |
| 21 | 45, 57, 63, 85, 105, 117, 147, 231, 273, 357, 399, 441, 483, 585, 609, 651, 741, 777, 861, 903, 987                                                                           |         |
| 22 | 24, 28, 30, 70, 76, 102, 130, 132, 242, 682, 902, 910 |         |
| 23 | 25, 33, 35, 95, 119, 143, 455, 529 |         |
| 24 | 26, 30, 32, 36, 40, 42, 44, 46, 48, 60, 72, 80, 84, 96 |         |
| 25 | 27, 69, 125, 133, 165, 325, 385, 425, 725, 825, 925 |         |

A. Makowski je v letih 1962/63 dokazal, da obstaja neskončno mnogo elementov množic Kn za {\displaystyle n\geq 2}.